# Киржниц, Абрам Давидович
Абрам Давидович Киржниц (15 августа 1887, Бобруйск, Минская губерния — 1940, Москва) — советский публицист, журналист, библиограф, историк революционного движения и революционной печати, политический деятель.

## Биография
Родился в семье мелкого ремесленника. Окончил 4 класса Бобруйского городского училища. С 1906 года публиковался в русской и еврейской прессе. В 1915 году за активное участие в деятельности Бунда был выслан в Сибирь, в ссылке продолжал журналистскую деятельность и опубликовал статистический обзор о местной печати.
После революции организовал и возглавил иркутское отделение Бунда, а также создал издательство «Еврейская свободная мысль» и пытался выпускать первую в Сибири газету бундовского направления «Отклики Бунда». В 1919 году для американской организации помощи евреям «Джойнт» разработал план по осуществлению массового переселения евреев в Сибирь, который был известен советским властям, но в то время не был реализован. В 1920 году участвовал в разработке законодательства Дальневосточной республики, касающегося этнических меньшинств.
В 1924 году переехал в Москву, редактировал журнал «Московский пролетарий». С 1925 года сотрудничал с известным еврейским периодическим изданием «Дер эмес», был корреспондентом газеты в Биробиджане. Был одним из руководителей переселенческой организации ОЗЕТ. В начале 1938 года был арестован и два года содержался в Бутырке. В 1940 году был освобождён, но вскоре скончался.

## Семья
- Жена — Любовь Соломоновна Бейлина (1897, Рогачёв Могилёвской губернии — 1977, Москва).
  - Сын — доктор физико-математических наук Давид Абрамович Киржниц.

## Произведения
- «Книжное дело и периодическая печать в Сибири», «Сибирские записки» (1916);
- «Партийно-советская печать Сибири за годы революции (1917—1925)»;
- «У порога Китая», «Сибирские огни» (1923);
- «В годы империалистической войны» : (Очерк рабочего движения России), (1924);
- «В полосе отчуждения Восточно-Китайской железной дороги», «Сибирские огни» (1924);
- «Ленский расстрел», (1925);
- «Ленин в ссылке», (1925);
- «Дер идишер арбетер» («Еврейский рабочий», 1925-28);
- «1905: еврейское рабочее движение : обзор, материалы и документы», (1928);
- «Еврейская пресса в Советском Союзе» (1928);
- «Еврейская пресса в Белоруссии» (1929);
- «Рабоче-крестьянские массы в борьбе с погромами в 1905 г.», (1930);
- «Еврейская печать в бывшей Российской империи» (1930);
- «Трудящиеся евреи в борьбе с религией», (1931);
- «Еврейская автономная область», (1936).